# Меса (місто)
Меса, Мейса (англ. Mesa, МФА: [ˈmeɪsə] MAY-sə) — місто в окрузі Марікопа, штат Аризона. Меса є спальним східним передмістям Фінікса (за 30 км від його центру). Меса є третім за населенням місто в Аризоні після Фінікса й Тусона. Населення 463552 особи (2008 рік). Площа — 324,2 км².
У місті розташоване політехнічне містечко Університету штату Аризона.

## Географія
Меса розташована за координатами 33°24′7″ пн. ш. 111°43′3″ зх. д. / 33.40194° пн. ш. 111.71750° зх. д. (33.401926, -111.717379). За даними Бюро перепису населення США в 2010 році місто мало площу 354,99 км², з яких 353,41 км² — суходіл та 1,58 км² — водойми.

### Клімат
| Клімат : Меса                | Клімат : Меса | Клімат : Меса | Клімат : Меса | Клімат : Меса | Клімат : Меса | Клімат : Меса | Клімат : Меса | Клімат : Меса | Клімат : Меса | Клімат : Меса | Клімат : Меса | Клімат : Меса | Клімат : Меса |
| Показник                     | Січ.          | Лют.          | Бер.          | Квіт.         | Трав.         | Черв.         | Лип.          | Серп.         | Вер.          | Жовт.         | Лист.         | Груд.         | Рік           |
| Абсолютний максимум, °C      | 31,7          | 35,0          | 37,2          | 41,1          | 47,8          | 46,7          | 48,3          | 46,1          | 45,0          | 41,7          | 36,1          | 30,0          | 48,3          |
| Середній максимум, °C        | 19,4          | 21,7          | 25,0          | 29,4          | 34,4          | 40,0          | 41,1          | 40,0          | 37,2          | 31,7          | 23,9          | 19,4          | 30,3          |
| Середній мінімум, °C         | 5,0           | 7,2           | 9,4           | 12,2          | 16,1          | 21,1          | 25,0          | 24,4          | 21,1          | 15,0          | 8,3           | 4,4           | 14,2          |
| Абсолютний мінімум, °C       | −9,4          | −7,2          | −4,4          | −1,1          | 2,8           | 6,1           | 12,2          | 10,6          | 4,4           | −1,1          | −5,6          | −8,3          | −9,4          |
| Норма опадів, мм             | 26            | 26            | 30            | 8             | 4             | 2             | 23            | 29            | 23            | 21            | 20            | 25            | 237           |
| ---------------------------- | ------------- | ------------- | ------------- | ------------- | ------------- | ------------- | ------------- | ------------- | ------------- | ------------- | ------------- | ------------- | ------------- |
| Джерело: The Weather Channel |               |               |               |               |               |               |               |               |               |               |               |               |               |

## Історія
Понад 2000 років тому у місцевості з'являється американський народ хохокам. До 1450 року хохоками побудували іригаційні канали, деякі з яких використовуються досі.
1878 року місто Меса було формалізоване офіційно. З відкриттям на початку 1940-их років військово-повітряних баз Фалком та Вілльямс у місті оселяється багато військових.

## Транспорт
Месу з містами Фінікс та Темпі поєднує лінія швидкісного трамваю. У 2018 році будується розширення цієї лінії далі на схід приблизно на 3 км, відкрити рух планують у 2019 році.

## Демографія
Згідно з переписом 2010 року, у місті мешкала 439 041 особа в 165 374 домогосподарствах у складі 108 868 родин. Густота населення становила 1237 осіб/км². Було 201173 помешкання (567/км²).
Расовий склад населення:
| - 77,1 % — білих - 3,5 % — чорних або афроамериканців - 2,4 % — корінних американців - 1,9 % — азіатів - 0,4 % — вихідців з тихоокеанських островів - 11,3 % — осіб інших рас |

До двох чи більше рас належало 3,4 %. Частка іспаномовних становила 26,4 % від усіх жителів.
За віковим діапазоном населення розподілялося таким чином: 26,3 % — особи молодші 18 років, 59,6 % — особи у віці 18—64 років, 14,1 % — особи у віці 65 років та старші. Медіана віку мешканця становила 34,6 року. На 100 осіб жіночої статі у місті припадало 96,8 чоловіків; на 100 жінок у віці від 18 років та старших — 94,0 чоловіків також старших 18 років.
Середній дохід на одне домашнє господарство становив 64 147 доларів США (медіана — 48 809), а середній дохід на одну сім'ю — 74 324 долари (медіана — 59 442). Медіана доходів становила 42 708 доларів для чоловіків та 36 842 долари для жінок. За межею бідності перебувало 16,5 % осіб, у тому числі 23,3 % дітей у віці до 18 років та 8,4 % осіб у віці 65 років та старших.
Цивільне працевлаштоване населення становило 205 461 осіб. Основні галузі зайнятості: освіта, охорона здоров'я та соціальна допомога — 21,9 %, роздрібна торгівля — 13,1 %, науковці, спеціалісти, менеджери — 12,6 %.

## Історія
Понад 200 років тому у місцевості з'являється американський народ хохокам. До 1450 року хохоками побудували іригаційні канали, деякі з яких використовуються досі.
1878 року місто Меса було формалізоване офіційно. З відкриттям на початку 1940-их років військово-повітряних баз Фалком та Вілльямс у місті оселяється багато військових.

## Уродженці
- Брі Беннет (* 1987) — американська порноакторка.